# Громадянська міліція

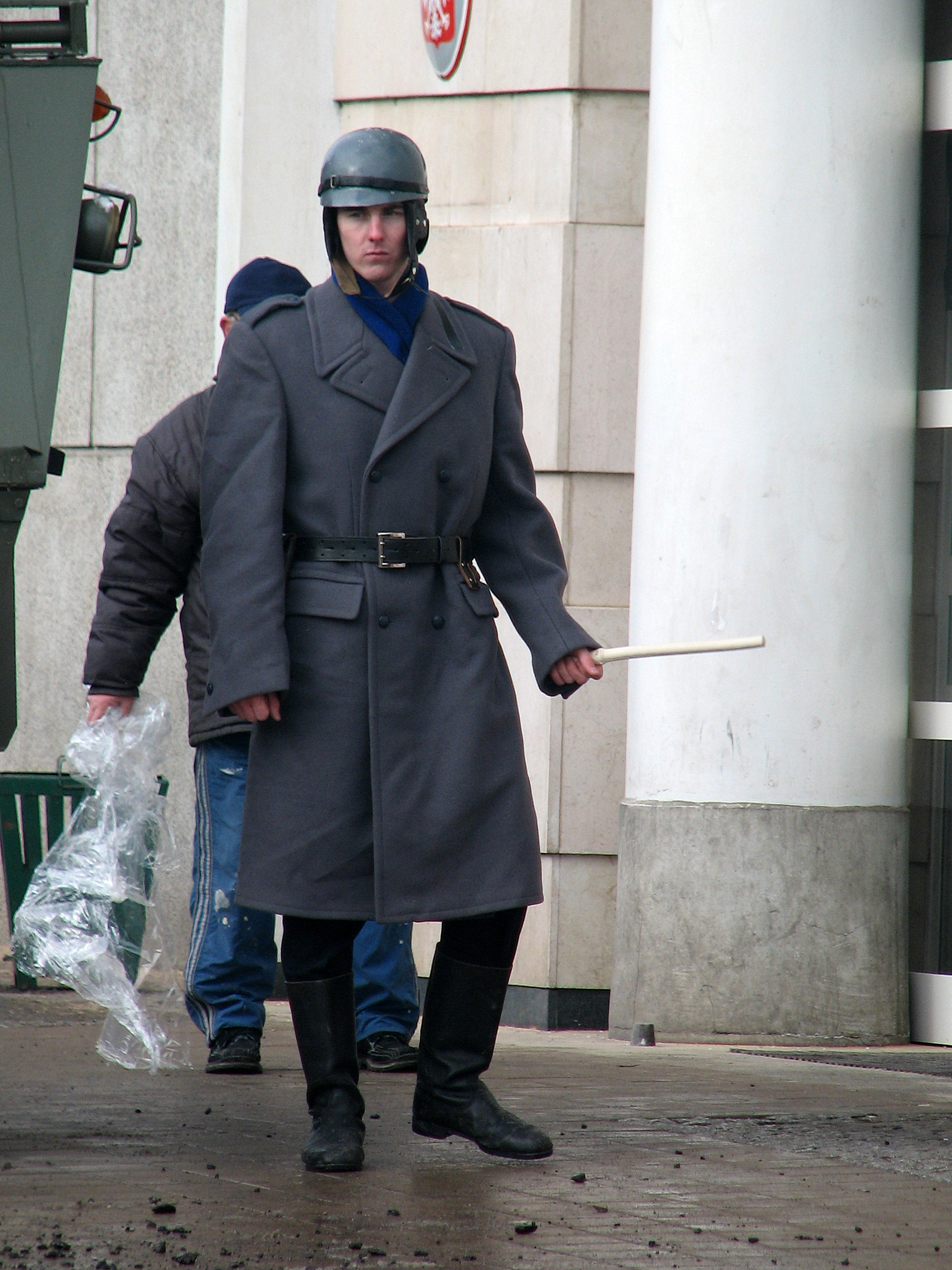
Міліціонер у характерному однострої

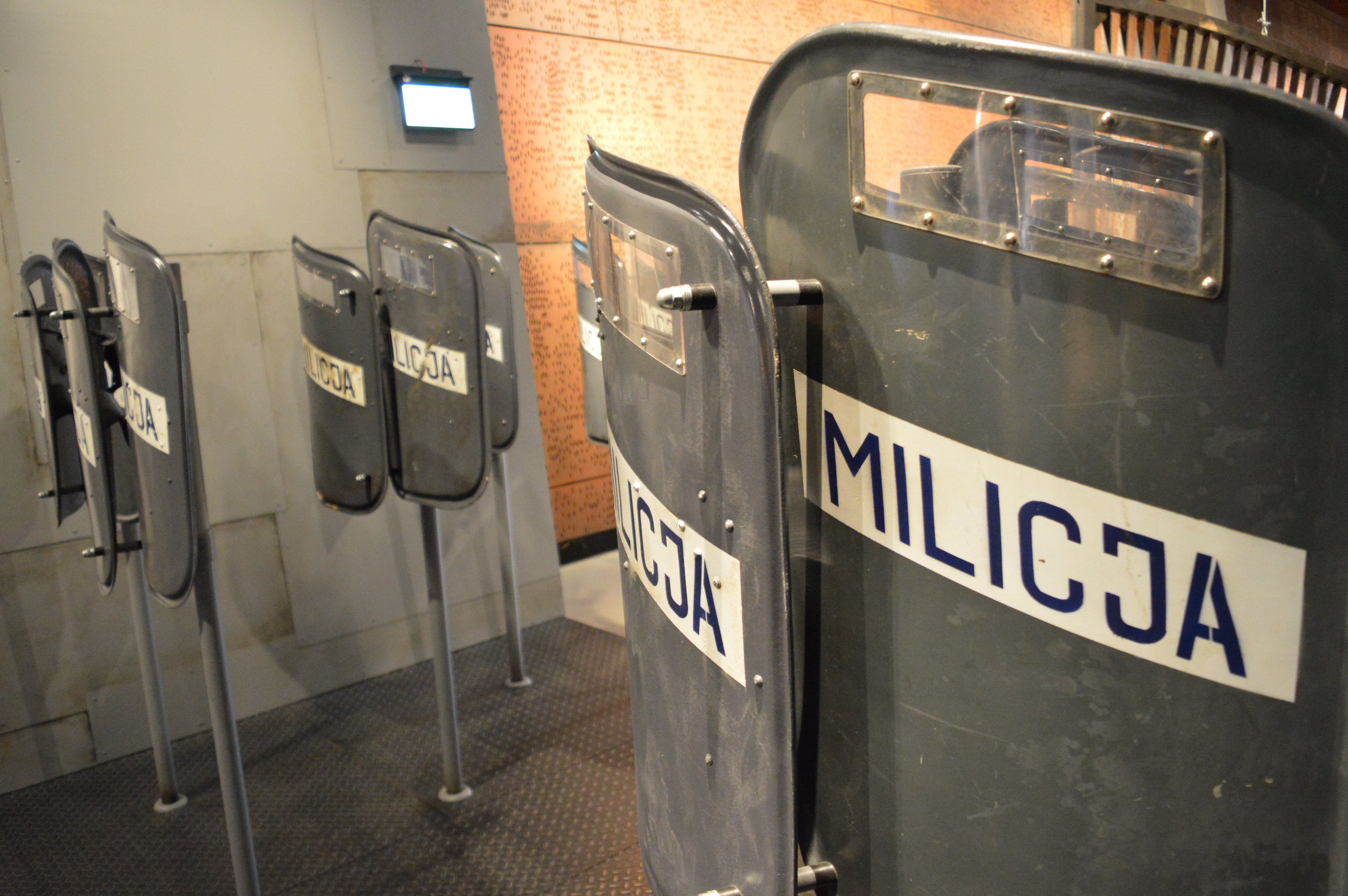
Міліційні щити з 1980-х, виставлені в Європейському центрі Солідарності

Громадянська міліція (пол. Milicja Obywatelska) — назва правоохоронних органів у «народній Польщі», державна силова структура, створена 1944 року Польським комітетом національного визволення. З 1 січня 1945 підпорядкована Міністерству громадської безпеки, а після 7 грудня 1954 року — Міністерству внутрішніх справ ПНР. Її чисельність становила бл. 80 000 співробітників. Реорганізована в сучасну польську поліцію 1990 року. 
Упродовж 46 років у польському суспільстві стійко асоціювалася з тоталітарним політичним режимом. На початку своєї діяльності залучалася до каральних заходів і репресій (вбивства українців у Руді-Ружанецькій 10 жовтня 1944 р., депортації в ході акції «Вісла»). Силами свого спецпідрозділу ЗОМО (моторизована підтримка громадянської міліції) брала участь у придушенні страйку працівників варшавського заводу «Урсус» 14 грудня 1981 року, пацифікації протестів гірників копальні «Вуєк» у Катовицях 16 грудня 1981 року, внаслідок чого загинули 9 шахтарів, а 23 було поранено тощо. У формально-правовому сенсі припинила своє існування після оприлюднення 10 травня 1990 р. пакету ухвалених сеймом поліційних законів — низки нормативно-правових актів, покликаних насамперед ліквідувати колишнє відомство внутрішніх справ як своєрідний символ тоталітарної польської держави, замість якого було створено у структурі Міністерства внутрішніх справ Польщі поліцію зі штатом у 108 520 працівників — новий центральний орган виконавчої влади, відповідальний за охорону правопорядку, безпеку і протидію злочинності та націлений на потреби демократичної держави.

## Устрій
Міліція поділялася на підрозділи охорони громадського порядку, дорожньо-патрульну службу, карний розшук (тяжкі злочини, судмедекспертиза), слідство та відділ безпеки інфраструктури (охорона державних будівель, аеропортів, комунікацій).
Територіально устрій польської міліції відповідав адміністративному поділу країни. На рівні держави діяло Головне управління (пол. Komenda Główna), а на місцях — воєводські управління (пол. komendy wojewódzkie), повітові, міські і дільничні відділи (пол. komendy powiatowe, miejskie i dzielnicowe). На найнижчому рівні діяли відділки (пол. posterunki), влада яких поширювалася на площу, яка збігалася з адміністративною територією двох або більше найменших самоврядних одиниць. Першим начальником Головного управління став Францишек Юзвяк.
1983 року утворено представництва МВС на рівні воєводства (wojewódzkie Urzędy Spraw Wewnętrznych «воєводські управління внутрішніх справ»).

## Історія
У 1944-1948 рр. Громадянська міліція використовувалася для боротьби з польським антикомуністичним збройним опором, а також з українським підпіллям і німецьким партизанським рухом.
Міліціонерами ставали і колишні підпільники (наприклад, члени Армії Крайової), які таким чином намагалися забезпечити собі вплив на повсякденне життя. Траплялося навіть, що деякі відділки повністю складалися з колишніх бійців АК, принаймні на початку творення комуністичної влади. Працівники Громадянської міліції складали таку саму урочисту присягу, як і співробітники Служби безпеки. 
З 1956 року у тандемі з органами безпеки «панівне становище» почала посідати міліція. В її підрозділах (командах) створено посади заступників начальників міліції з питань Служби безпеки. Співробітники Служби безпеки носили однакову з міліціонерами форму, їм присвоювали ті самі звання, що на практиці приховувало польську гебістську структуру, затавровану після 1956 року, яка була завжди «утворенням в утворенні» під покривом міліції. Окрім завдань, пов'язаних із безпекою та боротьбою зі злочинністю, вона використовувалася в боротьбі з опозицією та демонстраціями, внаслідок чого, особливо у вісімдесятих роках, її негативно сприймало суспільство, а її працівники іноді піддавалися соціальному остракізму. Деякі спроби здобути автономію у рамках профспілок 1981 року перекреслили реалії воєнного стану.
Моторизовані загони підтримки міліції (ЗOMO), які відіграли найпомітнішу роль у розгоні демонстрацій у 1980 і 1981 роках, до початку 1990-х років були дещо зменшені чисельно і перейменовані на «запобіжні загони громадянської міліції» (пол. Oddziały Prewencji Milicji Obywatelskiej — OPMO). Завдання OPMO обмежувалися наглядом за місцями масового скупчення людей, такими як спортивні заходи, забезпеченням безпеки на випадок стихійних лих та допомогою звичайній міліції. Теоретично, для використання великих груп OPMO були потрібні високі урядові повноваження.
З 1960-х і по 1980-ті роки загони ОРМО, які колись налічували 600 000 цивільних добровольців, використовувалися для підсилення штатного складу міліції у ключових осередках напруженості. На початку 1980-х років ОРМО втихомирювала членів «Солідарності» і перешкоджала процесу організації незалежних об’єднань громадян. Здебільшого укомплектовані робітниками, які отримали значні привілеї, стежачи за своїми колегами на робочих місцях, ОРМО зажили протягом 1980-х років дуже лихої слави в суспільстві. Кіщак намагався пропагувати ОРМО як цінне допоміжне крило міліції, але Сейм у 1990 році таки розпустив цю організацію.

## Особливості
Формування аж до моменту свого розпуску було важкоозброєним, в тому числі бронетранспортерами БТР-60 з важкими кулеметами та дуже великою кількістю автоматів Калашникова, мало придатних для боротьби зі злочинцями в урбанізованих районах з огляду на величезну початкову енергію набою 7,62×39 мм (який міг легко проникнути крізь тонкі стіни будівель і завдати шкоди стороннім особам).

## Рухомий склад
Найпоширеніші зразки автопарку міліції були такими:

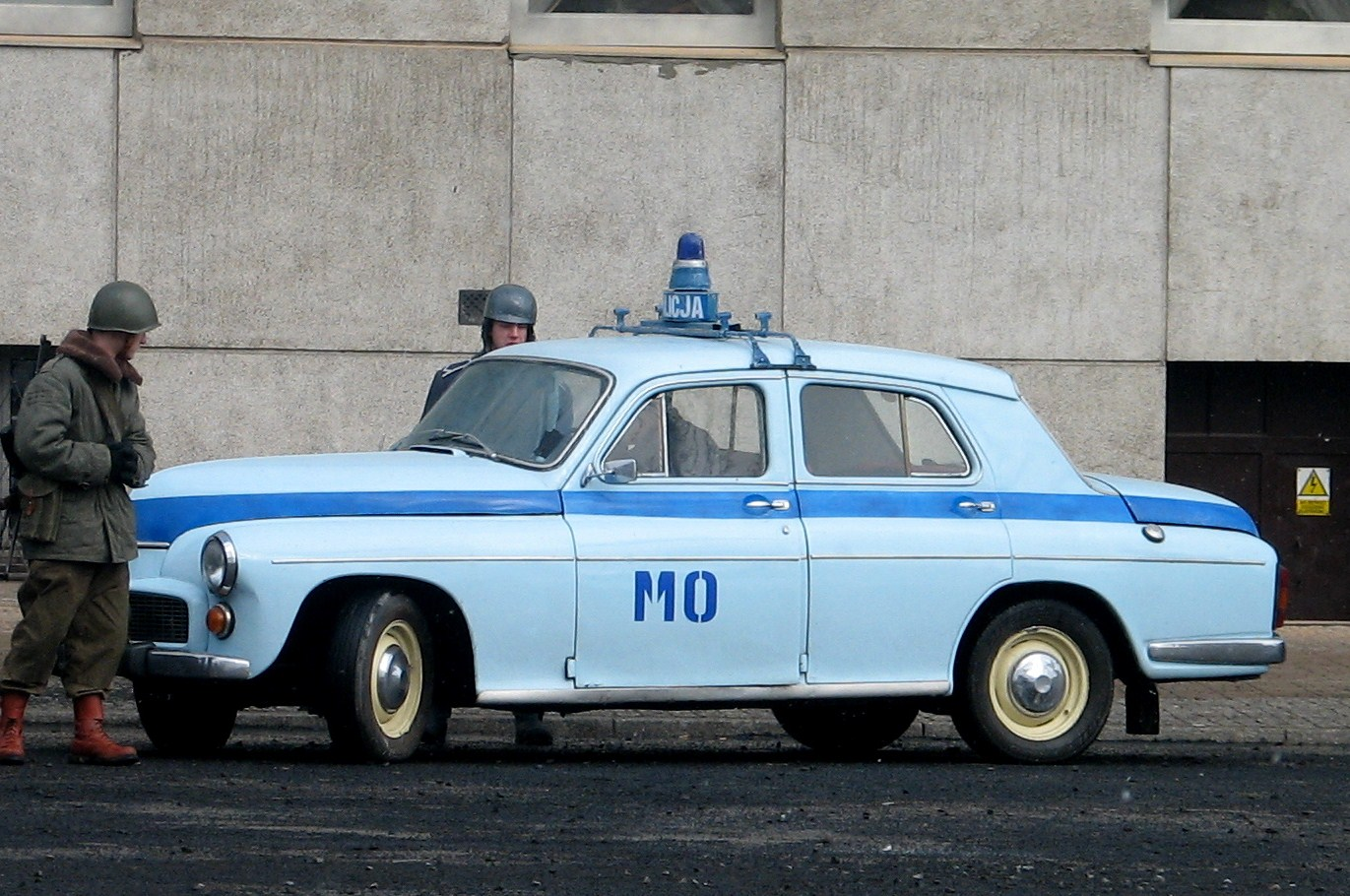
Службовий автомобіль марки FSO Warszawa
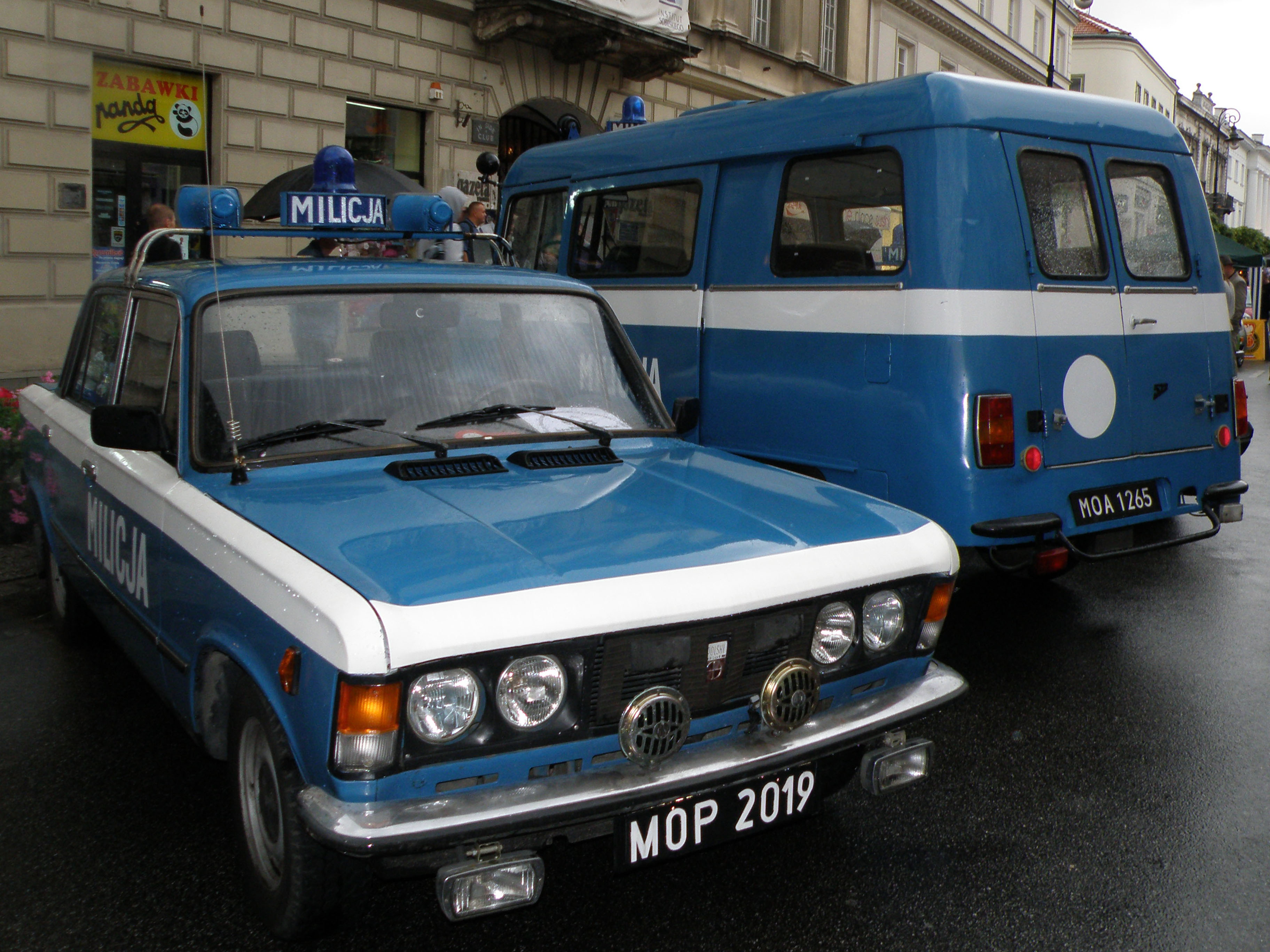
Polski Fiat 125p та Nysa 522 RSD (відновлені)
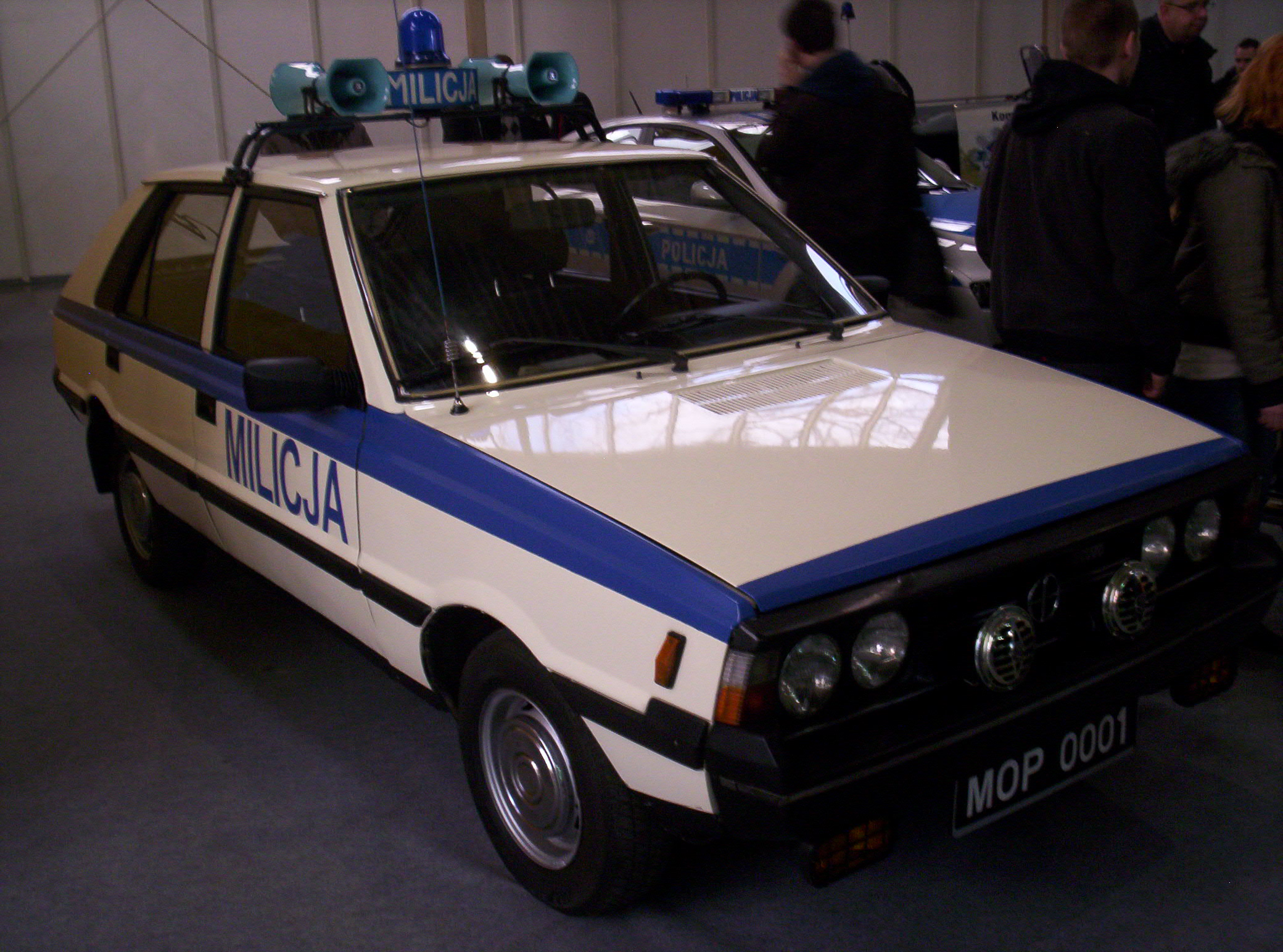
Міліційна автівка FSO Polonez (MR'78) у Познані, 2011 р.
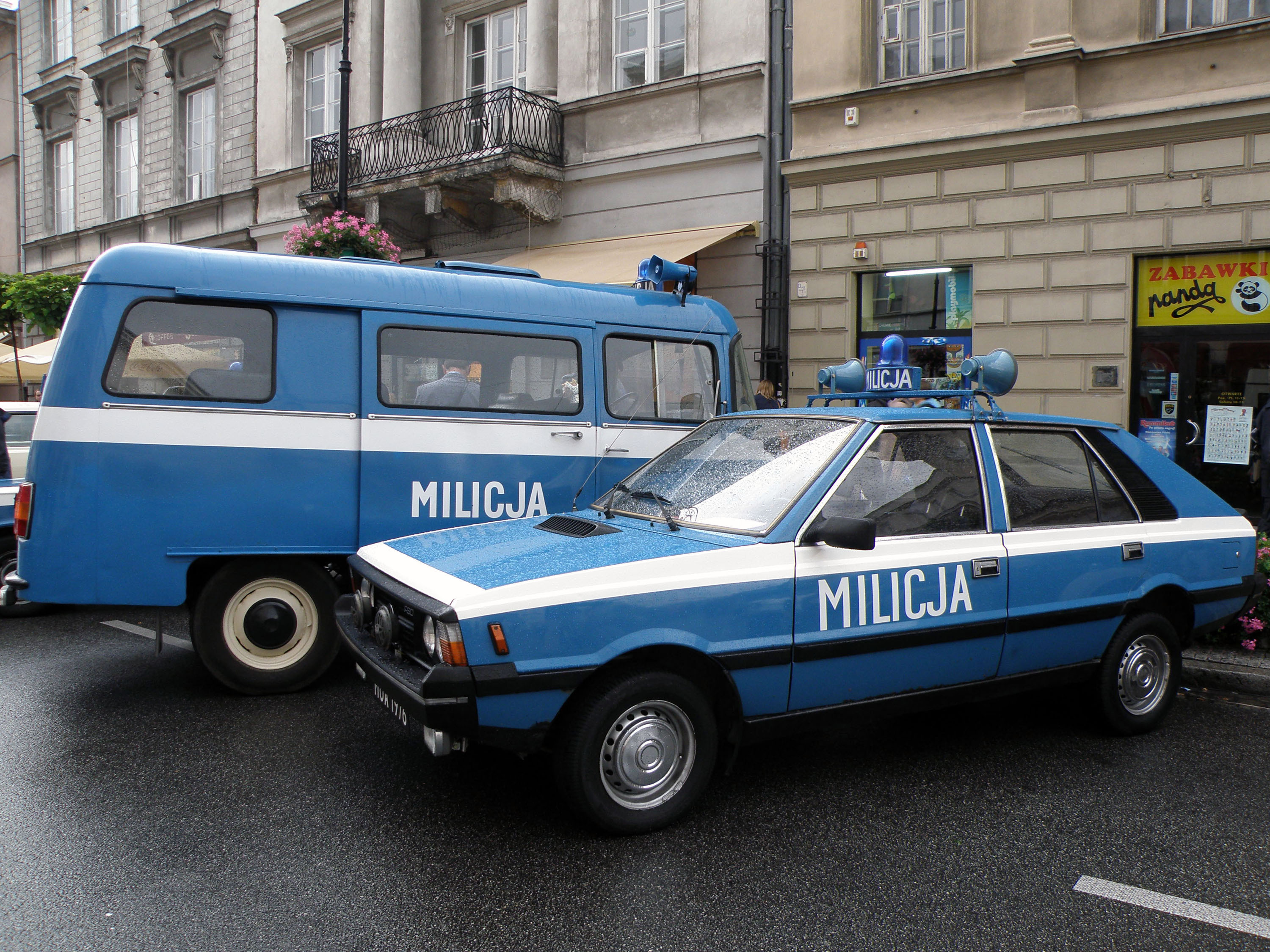
FSO Polonez (MR'83) і Nysa 522 RSD (відновлені; із сайту реконструкторської групи milicja.waw.pl)
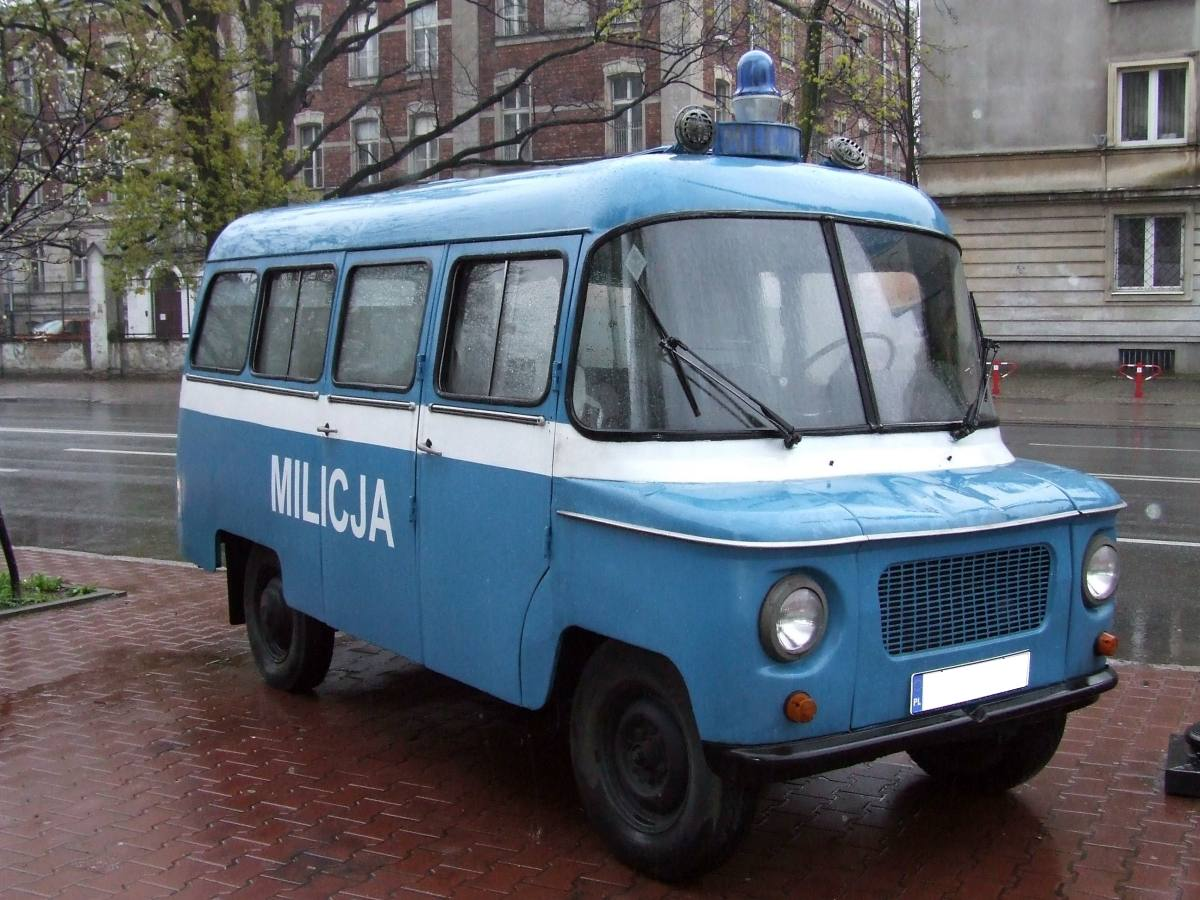
Nysa 522 RSD
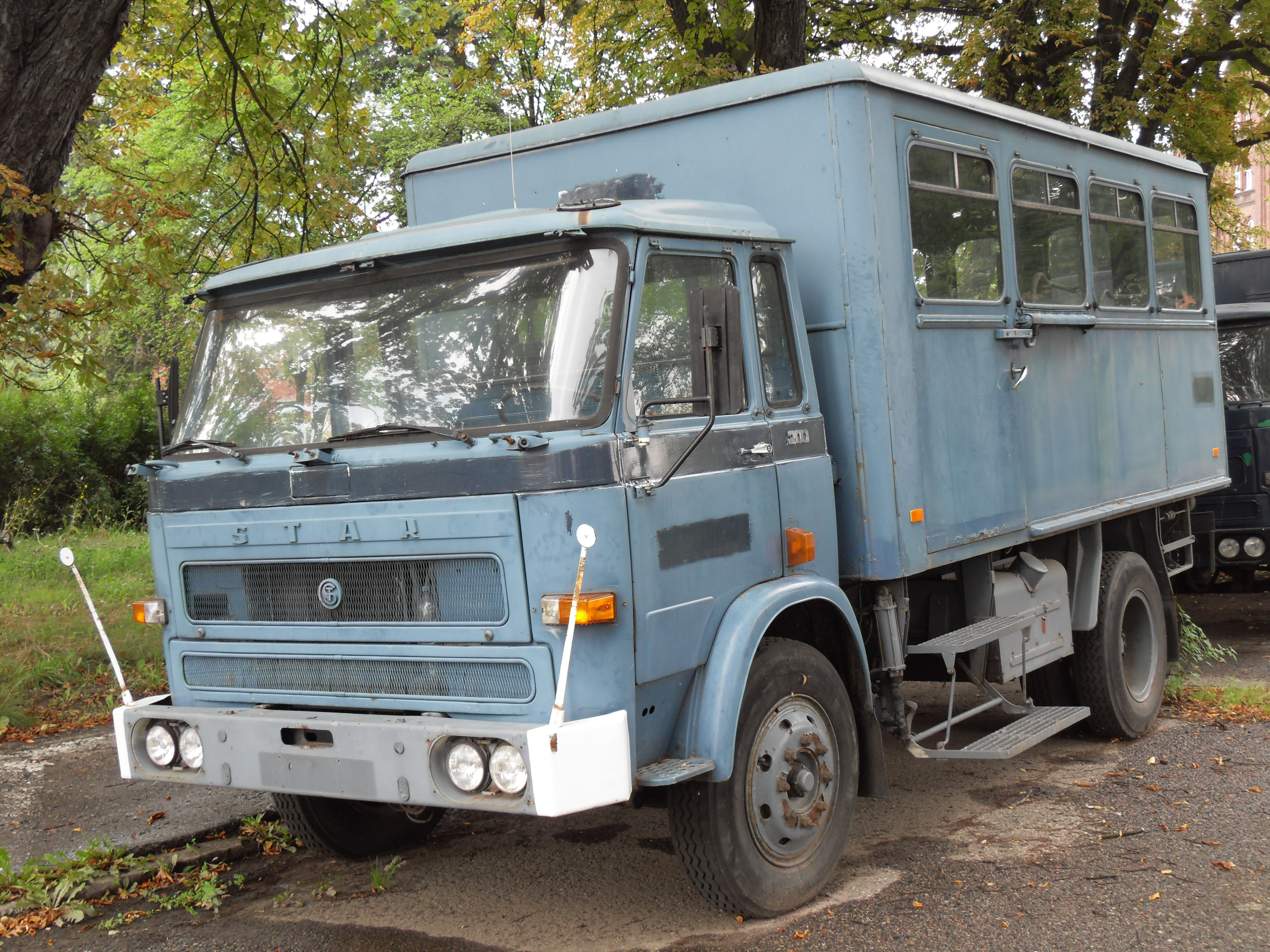
Вахтовий автобус Star 200